# Список высших учебных заведений Тверской области
В список высших учебных заведений Тверской области включены образовательные учреждения высшего и высшего профессионального образования, находящиеся на территории Тверской области и имеющие действующую лицензию на образовательную деятельность. Список вузов приведён в соответствии с данными сводного реестра лицензий, в список филиалов включены организации, участвовавшие в мониторинге Министерства образования и науки Российской Федерации 2017 года. По состоянию на 18 июля 2017 года в Тверской области действующую лицензию имели 8 вузов и 4 филиала.
Филиалы вузов, головные организации которых находятся в иных субъектах федерации, сгруппированы в отдельном списке. Порядок следования элементов списка — алфавитный.

## Список высших образовательных учреждений
| Название                                               | Категория         | Статус      | Год основания | Месторасположение | Число студентов |
| ------------------------------------------------------ | ----------------- | ----------- | ------------- | ----------------- | --------------- |
| Военная академия воздушно-космической обороны          | государственный   | академия    | 1956          | Тверь             |                 |
| Высшая школа предпринимательства                       | негосударственный | институт    | 1992          | Тверь             | 277             |
| Институт «Верхневолжье»                                | негосударственный | институт    | 1993          | Тверь             | 400             |
| Тверская государственная сельскохозяйственная академия | государственный   | университет | 1971          | Тверь             | 2514            |
| Тверской государственный медицинский университет       | государственный   | университет | 1936          | Тверь             | 3588            |
| Тверской государственный технический университет       | государственный   | университет | 1922          | Тверь             | 7324            |
| Тверской государственный университет                   | государственный   | университет | 1870          | Тверь             | 8643            |
| Тверской институт экологии и права                     | негосударственный | институт    | 2015          | Тверь             | 382             |

## Список филиалов высших образовательных учреждений
| Название                                                                         | Категория         | Статус      | Год основания | Месторасположение | Месторасположение головной организации | Число студентов |
| -------------------------------------------------------------------------------- | ----------------- | ----------- | ------------- | ----------------- | -------------------------------------- | --------------- |
| Тверской институт (филиал Московского гуманитарно-экономического университета)   | негосударственный | университет | 1994          | Тверь             | Москва                                 | 2207            |
| Тверской филиал Российской академии народного хозяйства и государственной службы | государственный   | академия    |               | Тверь             | Москва                                 | 624             |
| Филиал во Ржеве Тверского государственного университета                          | государственный   | университет | 1998          | Ржев              | Тверь                                  |                 |
| Филиал в Нелидово Тверского государственного университета                        | государственный   | университет | 2006          | Нелидово          | Тверь                                  | 33              |